# Onitis bispicticollis
Onitis bispicticollis är en skalbaggsart som beskrevs av Jan Krikken 1977. Onitis bispicticollis ingår i släktet Onitis och familjen bladhorningar. Inga underarter finns listade i Catalogue of Life.